# Taterillus tranieri
Taterillus tranieri — вид підродини Піщанкові (Gerbillinae).

## Опис
Невеликого розміру, з довжиною голови й тіла між 111 і 134 мм, довжина хвоста від 150 до 180 мм, довжина стопи між 30 і 33,5 мм, довжина вух  між 19,5 і 21 мм і вага до 54 гр.
Верх жовто-бурий. Низ щоки і ноги білі. Існує біла пляма над кожним оком і за кожним вухом. Хвіст довший голови й тіла і закінчується пучком довгого темнішого волосся.

## Поширення
Цей маловідомий вид був записаний тільки з південно-східної Мавританії і Західної Малі. Тварини були зібрані з Сахелевої савани і земель сільськогосподарського призначення.

## Загрози та охорона
Немає серйозних загроз для даного виду. Вид не був записаний з будь-яких охоронних територій.